# أكورديون

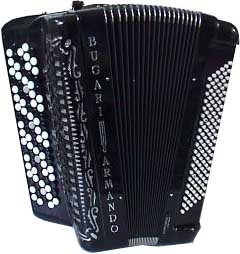
آلة الميلاف

المِيلاف أو الأكورديون آلة موسيقية تحمل باليد. وتتألف من منفاخ هوائي وأزرار ومفاتيح شبيهة بمفاتيح البيانو لإنتاج النغمات المختلفة.

## تاريخ الميلاف
صنع أول ميلاف في فيينا عام 1829، إذ أن مخترعها هو النمساوي كيرل داميان؛ وكان من النوع الذي له أزرار. لكن أول ميلاف له مفاتيح الشبيه بالبيانو فقد وجد في إيطاليا.

## صفات وأنواع الميلاف
هناك نوعان من آلة الميلاف؛ في النوع الأول، كل مفتاح ينتج حالتين وهما السحب والضغط. أما في النوع الثاني، فكل مفتاح ينتج نفس الصوت في كلا الحالتين.
لا يحتاج الميلاف إلى التشغيل بواسطة الطاقة، لأنه يستعمل الهواء فقط..
يصنف الميلاف ضمن الآلات النفخية لاعتماده على تدفق الهواء فيه لإنتاج الصوت؛ يمر فيها الهواء على ريش رقيقة معدنية مركبة في منفاخ ذي عدة طيات فيسبب اهتزازها اهتزازات منتظمة تنتقل إلى ما حولها من أجزاء المنفاخ وما في داخله من الهواء، الذي يدخل ويخرج من فتحات المنفاخ عند الشد والضغط بتعاقب منتظم وتختلف درجة النغمات الصادرة من الأكرديون باختلاف طول الريش.
يصنع الجسم عادة من الخشب، أما المنفاخ فيصنع من الورق المقوى والقضبان المعدنية.

## طريقة العزف على آلة الميلاف
يقوم العازف بمسك طرفي الميلاف بيديه ويقوم بسحب الطرف الأيسر وضغطه مما يسبب تدفق الهواء ضمن المنفاخ، وفي نفس الوقت فإنه يقوم بالضغط على المفاتيح لتوليد النغمات المختلفة في حالة الميلاف المجهز بلوحة مفاتيح آلة البيانو من الجهة اليمنى وأزرار كثيرة العدد تسمى الباصات، وينحصر عملها في إحداث نغمات تصاحب اللحن، الذي يؤدَّى على مفاتيح اللوحة اليمنى. ويختلف عدد هذه الأزرار باختلاف حجم الآلة.